# Diogenes met de lamp
Diogenes met de lamp is een gevelsteen in de Nederlandse stad Huissen, ter herinnering aan de Tweede Wereldoorlog en de Wederopbouw.

## Achtergrond
Tijdens de oorlog raakte het pand op de hoek van de Tempelierstraat en de Langestraat beschadigd. Mejuffrouw Elissen gaf opdracht het pand te herbouwen. In mei 1948 kon de eerste steen worden gelegd. De plaats van de gedenksteen was al op de bouwtekening aangegeven. De steen werd in juli 1948 onthuld, samenvallend met het 600-jarig bestaan van Huissen als stad.

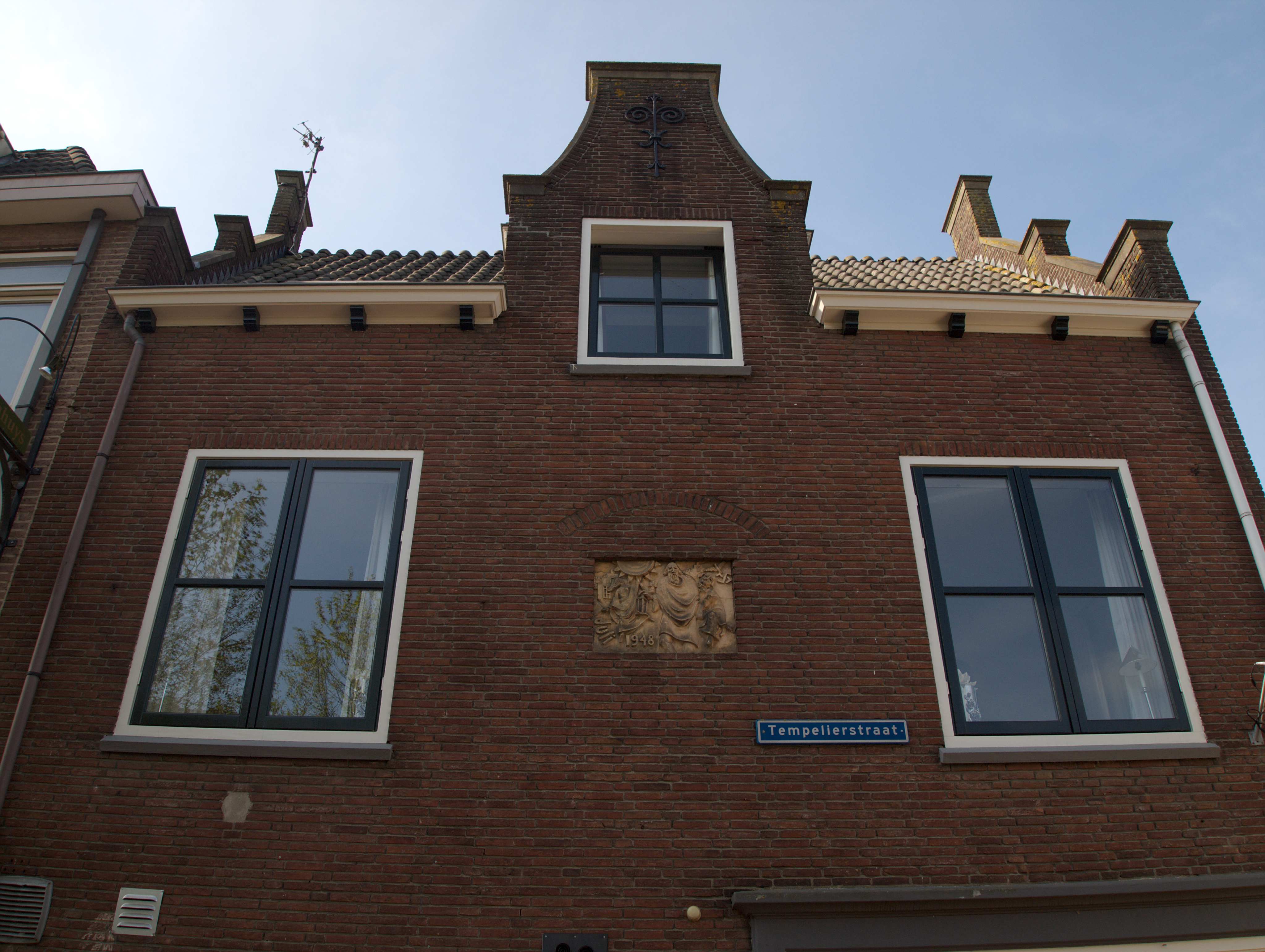
De steen in de gevel

Het reliëf werd gemaakt door Piet Kurstjens. Hij had na zijn opleiding aan de Maastrichtse academie ervaring opgedaan met keramiek bij de De Olde Kruyk in Milsbeek en werkte sinds 1947 als instructeur bij Het Ambacht Haalderen. Hij nam in 1956 De Olde Kruyk over. Kurstjens gebruikte voor de steen het beeld van de Griekse filosoof Diogenes, die eens met een lamp op stap ging om naar oprechte mensen te zoeken.

## Beschrijving
Het oorlogsmonument bestaat uit een plaquette met als centrale figuur Diogenes, met in zijn hand een lantaarn. De achtergrond toont een deel van de gevel van het herbouwde pand. In de rechterbovenhoek vliegt een adelaar, met in zijn poten een gebroken hakenkruis, als symbool voor de overwinning op de Duitse bezetters. 